# Jasey-Jay Anderson
Jasey-Jay Anderson (Val-Morin, 13 de abril de 1975) es un deportista canadiense que compitió en snowboard, especialista en las pruebas de eslalon paralelo.
Participó en cinco Juegos Olímpicos de Invierno, entre los años 1998 y 2014, obteniendo una medalla de oro en Vancouver 2010, en la prueba de eslalon gigante paralelo.
Ganó cuatro medallas de oro en el Campeonato Mundial de Snowboard entre los años 2001 y 2009.

## Medallero internacional
| Juegos Olímpicos   | Juegos Olímpicos              | Juegos Olímpicos | Juegos Olímpicos         |
| Año                | Lugar                         | Medalla          | Competición              |
| ------------------ | ----------------------------- | ---------------- | ------------------------ |
| 2010               | Vancouver (Canadá)            | Medalla de oro   | Eslalon gigante paralelo |
| Campeonato Mundial |                               |                  |                          |
| Año                | Lugar                         | Medalla          | Competición              |
| 2001               | Madonna di Campiglio (Italia) | Medalla de oro   | Eslalon gigante          |
| 2005               | Whistler (Canadá)             | Medalla de oro   | Eslalon paralelo         |
| 2005               | Whistler (Canadá)             | Medalla de oro   | Eslalon gigante paralelo |
| 2009               | Hoengseong (Corea del Sur)    | Medalla de oro   | Eslalon gigante paralelo |